# Callidium libani
Callidium libani är en skalbaggsart som beskrevs av Gianfranco Sama och Rapuzzi 2002. Callidium libani ingår i släktet Callidium och familjen långhorningar. Inga underarter finns listade.